# Pharmacie Gros
La pharmacie Gros est une pharmacie située à Clermont-Ferrand dans le département français du Puy-de-Dôme, en région Auvergne-Rhône-Alpes.

## Historique
Léon Gros, propriétaire d'une pharmacie à Clermont-Ferrand depuis le début du XXe siècle, passionné par l'Égypte antique, demanda en 1921 à l'architecte Louis Jarrier de créer une devanture égyptienne pour sa pharmacie,.

### Protection
La devanture de la pharmacie Gros avec son retour sur la façade de la place d'Espagne est inscrite au titre des monuments historiques par arrêté du 18 mars 2016.

## Description
Louis Jarrier, assisté des mosaïstes Gentil et Bourdet, conçut cette façade inspirée de l'architecture égyptienne,.